# 上山草人
上山 草人（かみやま そうじん、1884年1月30日 - 1954年7月28日）は、日本の俳優。本名は三田 貞（みた ただし）。号は半月。
坪内逍遥の文芸協会を経て、妻の山川浦路らと近代劇協会を設立して新劇俳優として活動。1919年（大正8年）に渡米してからは映画界に転向し、ダグラス・フェアバンクス主演の活劇映画『バグダッドの盗賊』に出演。ハリウッドで活躍した日本人俳優の一人となった。帰国後の出演作に『赤西蠣太』『七人の侍』などがある。

## 来歴

### 新劇俳優に
1884年（明治17年）1月30日、現在の宮城県遠田郡涌谷町に父・上山五郎の次男として、五郎の愛人である角川浦路との間に生まれる。父は産婦人科病院を経営していた医者で、宮城医学校教授を務めた。母は涌谷町の名門の医者の娘であるが、草人が産まれてすぐに発狂したため、草人は母と引き離され、親戚の家を転々として10歳から父親宅に引き取られた。父親は厳しく、愛情薄い幼少期だった。生家は涌谷町の涌谷第一小学校の前庭にあり、今でもそこにあった木が残っている。
宮城県立第二中学を卒業して、1903年（明治36年）に上京。父の友人である犬養毅宅へ寄宿し、早稲田大学文科に通う。在学中はテニスに熱中した。この頃に川上音二郎に共感し、後の妻山川浦路と知り合った。
1905年（明治38年）、本郷座の新派大合同『金色夜叉』に全身を金粉で塗った夜叉役で出演、これが初舞台となった。
1907年（明治40年）、大学を中退して東京美術学校日本画科に入学（後に中退）。翌1908年（明治41年）に浦路との間に長男・平八が産まれ、3月に犬養の仲人で浦路と結婚した。同年11月、藤沢浅二郎主宰の東京俳優養成所（後に東京俳優学校）に第1期生として入所。同期には諸口十九、岩田祐吉、勝見庸太郎、田中栄三らがいる。しかし、講師の桝本清と衝突して排斥運動を起したため、1909年（明治42年）に退所させられた。その後は栗島狭衣一座に加わり、有楽座で毎週土曜日に催されるお伽芝居に出演。また、岩藤思雪が狭衣一座を使って製作した児童用映画『新桃太郎』『カチカチ山』『牛若丸』などに出演。お伽芝居には栗島すみ子、田口桜村、天野雉彦らも出演していた。
同年5月、坪内逍遙の起こした文芸協会演劇研究所が開設され、8月の研究生補欠募集に合格して入所した。妻の浦路、佐々木積、小林正子（松井須磨子）らの第1期生に加わり、上山草人を芸名とした。研究所時代は土肥春曙が保証人となった。同年12月、化粧品開発に熱心だった草人は妻と新橋で「かかしや」という化粧品店を開店、草人が考案した眉墨は人気を集めて繁盛した。
1911年（明治44年）4月、研究所を卒業し文芸協会に加入したが、7月に大阪角座の『ハムレット』公演中に配役上の不満からトラブルを起こし、夫婦ともども退会させられた。1912年（明治45年）5月、浦路や伊庭孝、衣川孔雀らと共に近代劇協会を結成。10月にイプセン作『ヘッダ・ガブラー』の上演で旗揚げ。翌1913年（大正2年）に森鷗外訳の『ファウスト』、9月に同訳の『マクベス』を上演し話題を呼んだ。大正時代初頭に起こった新劇ブームの一翼を担い、草人は俳優としてよりも興行主としての手腕のほうが評価された。当時7歳の夏川静江を発掘したのも草人であった。妻も芝居を始めたことで、出身校の女子学習院から除名騒ぎを起こされながらも、劇団運営を支えた。妻公認の愛人である衣川の協会脱退などで、次第に経済的に行き詰まり、根岸興行部の陰の顧問となって苦境を打開するものの、1919年（大正8年）2月の『リア王』上演を最後に協会を解散した。

### ハリウッドへ

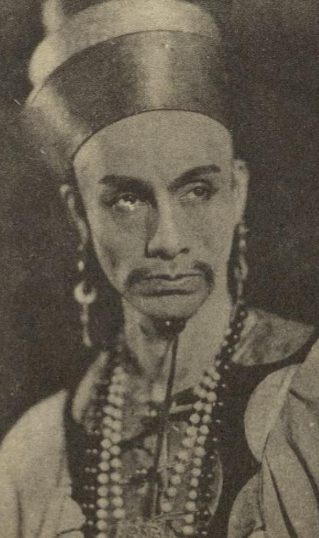
バグダッドの盗賊でモンゴル王子に扮した上山草人

同年、妻と長男と共にアメリカへ渡った。アメリカでは方々を渡り歩いた後、ロサンゼルスに落ち着き、1922年（大正11年）5月に邦字雑誌『東西時報』の発行を開始し、傍ら在留邦人相手の芝居を上演を上演した後、ハリウッドへ行ってエキストラとなった。
1924年（大正13年）、ダグラス・フェアバンクス主演の『バグダッドの盗賊』にモンゴルの王子役で出演。当初、アメリカで興行中だった剣劇一座の役者がやることに決まっていたが、それを聞き付けた上山が映画会社に「あれは二流俳優。使ったら日本で笑い者になる」と忠告し、周り回って演劇経験のある上山がやることになった。
その後もSojinという名前で数々のサイレント映画に出演、ポーラ・ネグリ、クララ・ボウ、ロン・チェイニーらと共演した。出演した映画は47本にのぼるが、日本人役は一度も演じたことが無くほとんどが中国人の悪役だった。本人は「複雑怪奇な役をよくやらされた」と回想している。ただ、泥棒など下っ端の役の場合は断っていた。1927年（昭和2年）公開の『支那の鸚鵡』では中国人探偵のチャーリー・チャンを演じ、当たり役となった。この役は欧州から呼び寄せられたコンラート・ファイトとの演出競争の結果に得た役だという。
しかし、トーキー映画が始まると、英語がしゃべれないため草人の仕事は激減していった。そのため1929年（昭和4年）12月20日に「天洋丸」で横浜へ帰国した。翌1930年（昭和5年）1月から浅草、大阪、名古屋、京都、新宿の各松竹座で『モンゴールの王子』を上演。7月17日に米映画の出演（実現せず）のため再渡米し、10月4日に帰国した。

### 帰国後・晩年
1931年（昭和6年）、松竹蒲田撮影所に入社し、草人の帰朝記念映画として『愛よ人類と共にあれ』が製作され、主演した。当時の大スター鈴木伝明、田中絹代、岡田時彦らが共演し、アメリカからマック・スウェインらも出演するという豪華出演者による大作映画となった。翌1932年（昭和7年）封切りの松竹下加茂撮影所製作『唐人お吉』には、ハリス役という、外国人役で出演した。1935年（昭和10年）、片岡千恵蔵プロダクションと日活の提携作品で伊丹万作監督の『赤西蠣太』で按摩安甲役を好演。1939年（昭和14年）に新興キネマ専属となり、数作に主演後、1942年（昭和17年）の戦時統合による合併で大映専属となったが、セリフ回しに癖があるなどの理由からしだいに振るわなくなっていった。
1954年（昭和29年）、黒澤明監督の『七人の侍』で琵琶法師役で出演、セリフは一切なく、ただ黙々と琵琶を弾いているだけの演技であった。続いて稲垣浩監督の『宮本武蔵』に年寄役で端役出演したが、同作封切りの2カ月前の7月28日、腸閉塞手術後に容態が悪化し、午後9時8分に東京都世田谷区の大脇病院で死去。70歳没。8月3日に東玉川の自宅で告別式が営まれた。墓所は青山霊園。

## 人物
気性が激しく、トラブルが絶えない性格だったが、谷崎潤一郎とは大正時代から特に親しく、自伝小説『蛇酒』には谷崎が序文を書いている（草人が二番目の妻と谷崎の仲を邪推し、一時絶交も）。草人には、ほかに続編『煉獄』、『素顔のハリウッド』（1930）の著書がある。谷崎の小説『鮫人』に登場する梧桐寛治、佐藤春夫の『都会の憂鬱』に登場する大川秋帆は草人がモデルと言われている。
巨根として知られており、「一に草人、二に宇礼シュウ（江川宇礼雄のこと）、三、四がなくて、五に馬の何某」という地口があるほど男性器の大きさは有名であった。
女優髷は、浦路の広すぎる額に合う髪型として草人が考案したとされる。
森鴎外の長男、森於菟の随筆『砂に書かれた記録 28』（『父親としての森鴎外』所収）に、観潮楼に当時見出した記念物が12項目列記され、その内の1つの説明に上山草人の名がある。即ち「一、父の自画像素焼皿（記念館）。日記には記していないが1月1日上山草人に頼まれて素焼の皿に「みみずく」の絵をかいたと見える。それを焼いて氏が1月12日に来訪し、贈ったらしい。皿の内側に JANUAR 1.1913 印とある。鴎外日記の大正2年1月に「十二日（日）、上山草人楽焼を持ちて来訪す。ファウストの校正刷を与ふ」とある。」

## 家族
最初の妻の山川浦路こと三田千枝は、鉱山学者、三田守一の長女。千枝の妹に上山珊瑚。浦路は英語ができたため、草人が日本に帰国後もアメリカに残り、ロスで「Uraji」という名で化粧品業を営んでいた。大戦中は日系人の強制収容所に収監され、アメリカで没した。葬儀は日本で行われ、草人とともに青山霊園に眠る。草人は帰国後、関口直子と事実婚。
子供は浦路と直子との間に少なくとも8人生まれている（衣川孔雀との間にも2児をもうけるも夭折）。浦路の子はいずれも他家に預けられている。長男の三田平八（三田穢土、上山平八の筆名も）は長女の袖子（12歳で病死）とともに浦路の母親宅で育てられ、幼いころ二人は佐藤春夫に詩を習った。平八は13歳のときに渡米して両親と暮らし、日系人文芸誌『收穫』の編集子をしながら俳優の息子としてアメリカで華やかな暮らしをしていたが、結核のため療養し、収容所収監を免れた。元共産党員で、戦後はエド・ミタの名前で俳優をしていた。
三男の竹三郎は帰国した草人に引き取られるが、3歳しか違わない竹三郎と直子の仲を草人が疑い暴行したため、自殺未遂を起こしたのち、家出。新聞配達をしながら学校を卒業し、主婦の友社に入社したが肺病のため療養。養女に出された蕗子は女工などをしながらプロレタリア運動に傾倒、掃除婦をしながら竹三郎を助けた。平八と蕗子は生涯左翼活動を続け、青山の解放運動無名戦士の墓に葬られている。直子の子としては松五郎と梅代。『ハリウッドの怪優 上山草人とその妻山川浦路』を著した三田照子は竹三郎の妻。

## 主な出演作品

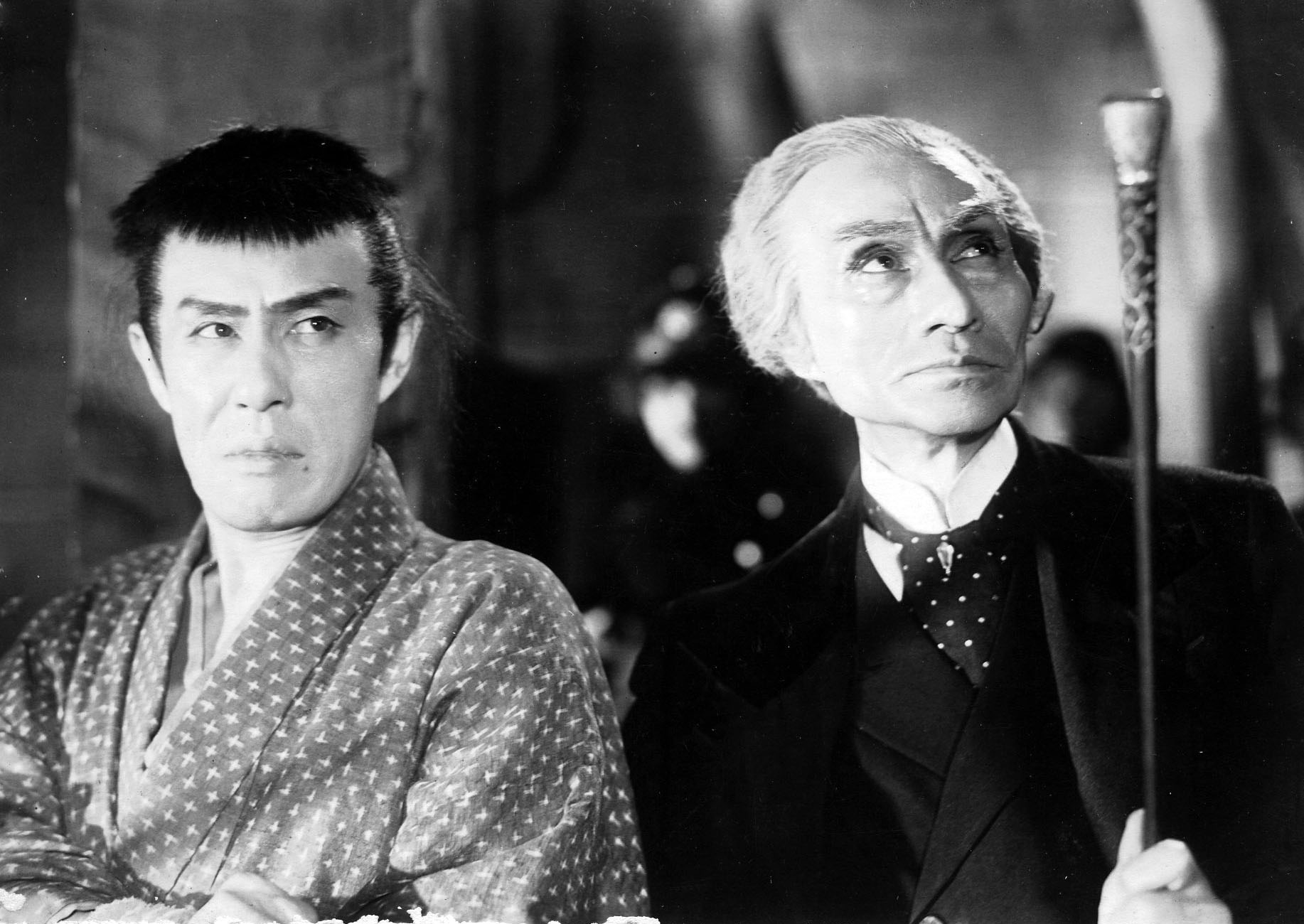
『鞍馬天狗横浜に現る』（1942年）。左は嵐寛寿郎

- バグダッドの盗賊 The Thief of Bagdad（1924年）- モンゴルの王子
- スエズの東 East of Suez （1925年）
- 市俄古キッド Soft Shoes （1925年）
- 腕自慢 Proud Flesh （1925年）
- 海の野獣 The Sea Beast（1926年）
- マンダレイへの道 The Road to Mandalay （1926年）
- The Honorable Mr. Buggs （1927年）
- 支那の鸚鵡 The Chinese Parrot （1927年）- チャーリー・チャン
- 愛欲争闘街 The Crimson City （1928年）
- マダムX Madame X （1929年）
- The Show of Shows （1929年）
- 愛よ人類と共にあれ（1931年、松竹） - 山口鋼吉
- 唐人お吉 （1931年、松竹）- ハリス
- 忠臣蔵（1932年、松竹）- 吉良上野介
- 春琴抄 お琴と佐助（1935年、松竹）- 春松検校
- 永久の愛（1935年、松竹）- 浜田順
- 赤西蠣太（1936年、千恵プロ）- 按摩安甲
- 人妻椿（1936年、松竹）- 多門寺和尚
- 金色夜叉（1937年、松竹）- 鰐渕直行
- 大坂夏の陣（1937年、松竹）- 盤獄
- 喧嘩花盛り（1939年、新興キネマ）- 隠居谷村六兵衛
- 五人の兄妹（1939年、松竹）- 清岡代議士
- 娘たずねて三千里（1940年、新興キネマ）- 水夫ポパイの源三
- 鮒と将軍（1941年、新興キネマ）- 退役将軍梶原喜十郎
- 鞍馬天狗横浜に現る （1942年、大映）- ヤコブ
- 国際密輸団（1944年、大映）- 莫隆福
- 東京十夜（1950年、秀映社）
- 源氏物語（1951年、大映）- 僧都
- 恋風五十三次（1952年、東映）- 小田原本陣の老主人
- 七人の侍（1954年、東宝） - 琵琶法師
- 宮本武蔵（1954年、東宝）- 年寄 ※遺作

## 著書
- 『蛇酒』（1917年、阿蘭陀書房）※序文谷崎潤一郎
- 『煉獄』（1918年、新潮社）※序文生田長江・谷崎潤一郎
- 『素顔のハリウッド』（1930年、実業之日本社）
  - ※復刊『最尖端民衆娯楽映画文献資料集 (13)』（2006年、ゆまに書房）、ISBN 4843321028

伝記
- 工藤美代子『聖林のモンゴル王子』- 月刊「潮」1985-1986年に6回連載（未単行本）

## 参考書籍
- 三田照子『ハリウッドの怪優上山草人とその妻山川浦路』日本図書刊行会、1996年。ISBN 4890390758。全国書誌番号:97050367。

## 関連文献
- 細江光「上山草人年譜稿 ; 1 : 谷崎潤一郎との交友を中心に」『甲南女子大学研究紀要. 文学・文化編』第38巻、甲南女子大学、2002年3月、45-57頁、ISSN 1347-121X。
- 細江光「上山草人年譜稿 ; 3 : 谷先潤一郎との交友を中心に」『甲南女子大学研究紀要. 文学・文化編』第39巻、甲南女子大学、2003年3月、11A-54A、ISSN 1347-121X。
- 細江光「上山草人年譜稿 ; 4 : 谷崎潤一郎との交友を中心に」『甲南女子大学研究紀要. 文学・文化編』第40巻、甲南女子大学、2004年3月、A37-A63、ISSN 1347-121X。
- 細江光「上山草人年譜稿 ; 5 : 谷崎潤一郎との交友を中心に」『甲南女子大学研究紀要. 文学・文化編』第41巻、甲南女子大学、2005年3月、A39-A49、ISSN 1347-121X。